# Scoliodon macrorhynchos
Scoliodon macrorhynchos is een vissensoort uit de familie van de Requiemhaaien (Carcharhinidae). De wetenschappelijke naam van de soort is voor het eerst geldig gepubliceerd in 1852 door Pieter Bleeker, maar werd voor lange tijd als dezelfde soort als de steeksnuithaai (Scoliodon laticaudus) gerekend.